# Baqat-See
Der Baqat-See ist eine Oase im Munizip Wadi al-Haya der Region Fezzan in Libyen.

## Geographie
Der Baqat-See ist circa 220 m lang und maximal circa 140 m breit.
Er hat eine Fläche von circa 2 ha.
Am Nordufer befindet sich eine Sandpiste.
Der See ist Teil der Mandaraseen in Libyen, welche zum Teil die Reste eines riesigen Binnensees darstellen.